# Numia terebintharia
Numia terebintharia är en fjärilsart som beskrevs av Achille Guenée 1858. Numia terebintharia ingår i släktet Numia och familjen mätare. Inga underarter finns listade i Catalogue of Life.